# Ouzbékistan aux Jeux olympiques d'été de 2012
L'Ouzbékistan participe aux Jeux olympiques d'été de 2012 à Londres (Royaume-Uni), du 27 juillet au 12 août de cette même année, pour la 5e fois lors de Jeux d'été.

## Médaillés
| Sport                   | Discipline             | Athlète(s)     | Performance        | Date       |
| Médailles de bronze : 3 |                        |                |                    |            |
| Boxe                    | Poids moyens hommes    | Abbos Atoev    | 12 - 13            | 10 août    |
| Judo                    | Moins de 60 kg hommes  | Rishod Sobirov | yuko sur pénalités | 28 juillet |
| Lutte                   | Moins de 74 kg hommes  | Soslan Tigiev  | 1-0 / 1-0          | 10 août    |
| Haltérophilie           | Moins de 105 kg hommes | Ivan Efremov   | 401 kg             | 6 août     |

## Athlétisme
Les athlètes ouzbeks ont jusqu'ici atteint les minima de qualification dans les épreuves d'athlétisme suivantes (pour chaque épreuve, un pays peut engager trois athlètes à condition qu'ils aient réussi chacun les minima A de qualification, un seul athlète par nation est inscrit sur la liste de départ si seuls les minima B sont réussis),.
Minima A réalisé par trois athlètes (ou plus)
- aucun

Minima A réalisé par deux athlètes
- triple saut femmes

Minima A réalisé par un athlète
- saut en hauteur femmes

Minima B réalisé par un athlète (ou plus)
- décathlon hommes
- 100 mètres femmes
- saut en hauteur femmes
- lancer du javelot femmes

## Boxe
Quatre boxeurs se qualifient pour les Jeux de Londres :
- Jasurbek Latipov, médaillé de bronze aux Championnats du monde de boxe amateur 2011 ;
- Orzubek Shayimov, quart de finaliste aux Championnats du monde de boxe amateur 2011 ;
- Fazliddin Gaibnazarov, quart de finaliste aux Championnats du monde de boxe amateur 2011 ;
- Elshod Rasulov, médaillé de bronze aux Championnats du monde de boxe amateur 2011, porte-drapeau de la délégation ouzbèke.

## Cyclisme

### Cyclisme sur route
En cyclisme sur route, l'Ouzbékistan a qualifié deux hommes et aucune femme.
| Athlète              | Compétition            | Temps   | Rang |
| -------------------- | ---------------------- | ------- | ---- |
| Muradjon Khalmuradov | Course en ligne hommes | DNF     | -    |
| Sergueï Lagoutine    | Course en ligne hommes | 5:46.05 | 5e   |

## Escrime
Hommes
| Athlète        | Compétition       | 1/32 de finale       | 1/16 de finale             | 1/8 de finale    | Quarts de finale | Demi-finales     | Finale           | Finale |
| Athlète        | Compétition       | Adversaire Score     | Adversaire Score           | Adversaire Score | Adversaire Score | Adversaire Score | Adversaire Score | Rang   |
| -------------- | ----------------- | -------------------- | -------------------------- | ---------------- | ---------------- | ---------------- | ---------------- | ------ |
| Ruslan Kudayev | Épée individuelle | Bat Park K-D 15 – 9' | Battu par Fernández 3 – 15 | non qualifié     | non qualifié     | non qualifié     | non qualifié     |        |

## Gymnastique

### Artistique
Femmes
| Athlète         | Compétition | Appareils          | Appareils          | Appareils          | Appareils          | Qualification      | Qualification      | Appareils          | Appareils          | Appareils          | Appareils          | Finale             | Finale             |
| Athlète         | Compétition | S                  | SC                 | BA                 | P                  | Total              | Rang               | S                  | SC                 | BA                 | P                  | Total              | Rang               |
| --------------- | ----------- | ------------------ | ------------------ | ------------------ | ------------------ | ------------------ | ------------------ | ------------------ | ------------------ | ------------------ | ------------------ | ------------------ | ------------------ |
| Luiza Galiulina | Individuel  | Exclue pour dopage | Exclue pour dopage | Exclue pour dopage | Exclue pour dopage | Exclue pour dopage | Exclue pour dopage | Exclue pour dopage | Exclue pour dopage | Exclue pour dopage | Exclue pour dopage | Exclue pour dopage | Exclue pour dopage |

* Galiulina fut exclue des jeux pour avoir été contrôlée positive au diurétique furosemide,.

### Rythmique
| Athlète          | Compétition | Qualification | Qualification | Qualification | Qualification | Qualification | Qualification | Finale        | Finale        | Finale        | Finale        | Finale        | Finale        |
| Athlète          | Compétition | Cerceau       | Ballon        | Massue        | Ruban         | Total         | Rang          | Cerceau       | Ballon        | Massue        | Ruban         | Total         | Rang          |
| ---------------- | ----------- | ------------- | ------------- | ------------- | ------------- | ------------- | ------------- | ------------- | ------------- | ------------- | ------------- | ------------- | ------------- |
| Ulyana Trofimova | Individuel  | 24.650        | 24.625        | 23.275        | 24.800        | 97.350        | 20            | non qualifiée | non qualifiée | non qualifiée | non qualifiée | non qualifiée | non qualifiée |

### Trampoline
| Athlète          | Compétition | Séries | Séries | Finale        | Finale        |
| Athlète          | Compétition | Score  | Rang   | Score         | Rang          |
| ---------------- | ----------- | ------ | ------ | ------------- | ------------- |
| Ekaterina Khilko | Femmes      | 99,290 | 12     | non qualifiée | non qualifiée |

## Judo
| Athlète             | Compétition            | 1/32 de finale                   | 1/16 de finale                     | 1/8 de finale                          | Quarts de finale                       | Demi-finales                                | Repêchage 1                              | Repêchage 2                               | Finale              | Finale       |              |
| Athlète             | Compétition            | Adversaire Résultat              | Adversaire Résultat                | Adversaire Résultat                    | Adversaire Résultat                    | Adversaire Résultat                         | Adversaire Résultat                      | Adversaire Résultat                       | Adversaire Résultat | Rang         |              |
| ------------------- | ---------------------- | -------------------------------- | ---------------------------------- | -------------------------------------- | -------------------------------------- | ------------------------------------------- | ---------------------------------------- | ----------------------------------------- | ------------------- | ------------ | ------------ |
| Rishod Sobirov      | Moins de 60 kg hommes  |                                  | Bat L Paischer (AUT) 0210 - 0000   | Bat J Guédez (VEN) 1000 - 0000         | Bat F Kitadai (BRA) 100 - 001          | Battu par Arsen Galstyan (RUS) '0000 - 0011 | non qualifié                             | Bat S Milous (FRA) 0010 - 0003'           | non qualifié        | 3e           |              |
| Mirzohid Farmonov   | Moins de 66 kg hommes  |                                  | Bat AY Elkawiseh (LBA) 1011 - 0002 | Battu par Cho Jun-ho (KOR) 0001 - 0011 | non qualifié                           | non qualifié                                | non qualifié                             | non qualifié                              | non qualifié        | non qualifié | non qualifié |
| Navruz Zhurakobilov | Moins de 73 kg hommes  | Bat S Dowabobo (NRU) 1000 - 0001 | Bat N Tritton (CAN) 0011 - 0002    | Battu par R Boqiev (TJK) 1001 - 0001   | non qualifié                           | non qualifié                                | non qualifié                             | non qualifié                              | non qualifié        | non qualifié |              |
| Imamov Yahya        | Moins de 81 kg hommes  | NC                               |                                    | Battu par J-B Kim (KOR) 0001 - 0001    | non équipé                             | non équipé                                  | non équipé                               | non équipé                                | non équipé          | non équipé   |              |
| Dilshod Choriev     | Moins de 90 kg hommes  | NC                               | Bat M Nyman (SWE) 0101 -0013       | Bat T Madarász (HUN) 1001 - 0001       | Bat T Camilo (BRA) 0002 - 0001         | non qualifié                                | Battu par M Nishiyama (JPN) '0012 - 0012 | non qualifié                              | non qualifié        | non qualifié |              |
| Ramziddin Sayidov   | Moins de 100 kg hommes | NC                               | Bat K Vashkulat (USA) 1000 - 0000  | Bat O Despaigne (CUB) 102 - 010H       | Battu pas T Naidangiin (MGL) 100 - 001 | non qualifié                                | Bat Elmar Gasimov (AZE) 1000 - 0000      | Battu par Dimitri Peters (GER) 200 - 0010 | non qualifié        | non qualifié |              |

## Lutte
Les qualifications sont terminées.[Quand ?]
| Athlete             | Catégorie | Qualification                   | 16e de finale                          | Quart de finale               | Demi-finale                  | Repêchage 1         | Repêchage 2                   | Final / BM                          | Final / BM    |
| Athlete             | Catégorie | Adversaire Résultat             | Adversaire Résultat                    | Adversaire Résultat           | Adversaire Résultat          | Adversaire Résultat | Adversaire Résultat           | Adversaire Résultat                 | Rank          |
| ------------------- | --------- | ------------------------------- | -------------------------------------- | ----------------------------- | ---------------------------- | ------------------- | ----------------------------- | ----------------------------------- | ------------- |
| Dilshod Mansurov    | −55 kg    | Bye                             | Battu par Corée du Nord Yang K-I 1 – 3 | non qualifié                  | non qualifié                 | non qualifié        | non qualifié                  | non qualifié                        | 14            |
| Ikhtiyor Navruzov   | −66 kg    | Bye                             | Bat Géorgie Tushishvili\| 3 – 1        | Battu par Inde Kumar 1 – 3    | non qualifié                 | Bye                 | Battu par Turquie Şahin 1 – 3 | non qualifié                        | 9             |
| Soslan Tigiev       | −74 kg    | Bye                             | Bat Grèce Motsalin 3 – 0               | Battu par Iran Goudarzi 0 – 3 | non qualifié                 | Bye                 | Bat Bulgarie Terziev 3 – 0    | Bat Hongrie Hatos 3 – 0             | DSQ           |
| Zaurbek Sokhiev     | −84 kg    | Battu par Ukraine Aldatov 1 – 3 | non qualifié                           | non qualifié                  | non qualifié                 | non qualifié        | non qualifié                  | non qualifié                        | 12            |
| Kurban Kurbanov     | −96 kg    | Bye                             | Battu par États-Unis Varner 1 – 3      | non qualifié                  | non qualifié                 | Bye                 | Bat Canada Pliev 3 – 1        | Battu par Géorgie Gogshelidze 1 – 3 | 5             |
| Artur Taymazov      | −120 kg   | Bye                             | Bat Allemagne Matuhin 3 - 0            | Bat Iran Ghasemi 3 - 0        | Bat États-Unis Dlagnev 5 - 0 | Bye                 | Bye                           | Bat Géorgie Modzmanashvili 3 - 0    | Médaille d'or |
| Lutte gréco-romaine |           |                                 |                                        |                               |                              |                     |                               |                                     |               |
| Elmurat Tasmuradov  | −55 kg    | Bye                             | Battu par Hongrie Módos 0 - 3          | non qualifié                  | non qualifié                 | non qualifié        | non qualifié                  | non qualifié                        | 16            |
| Muminjon Abdullaev  | −120 kg   | Bye                             | Battu par États-Unis Byers 0 – 3       | non qualifié                  | non qualifié                 | non qualifié        | non qualifié                  | non qualifié                        | 15            |

## Taekwondo
Les qualifications sont terminées.[Quand ?]
| Athlete          | Epreuve       | 16e de finale              | Quart de finale     | Demi-finale         | Repêchage                | Médaille de bronze  | Final               | Final         |
| Athlete          | Epreuve       | Adversaire Résultat        | Adversaire Résultat | Adversaire Résultat | Adversaire Résultat      | Adversaire Résultat | Adversaire Résultat | Rang          |
| ---------------- | ------------- | -------------------------- | ------------------- | ------------------- | ------------------------ | ------------------- | ------------------- | ------------- |
| Dmitriy Kim      | Hommes −68 kg | Battu par Silva (es) 2 - 3 | non qualifié        | non qualifié        | non qualifié             | non qualifié        | non qualifié        | non qualifié  |
| Akmal Irgashev   | Hommes +80 kg | Battu par Keita 4 - 13     | non qualifiée       | non qualifiée       | non qualifiée            | non qualifiée       | non qualifiée       | non qualifiée |
| Natalya Mamatova | Femmes +67 kg | Battue par Graffe 9 – 17   | non qualifiée       | non qualifiée       | Battue par Lee I-j 1 – 8 | non qualifiée       | non qualifiée       | non qualifiée |

## Tennis

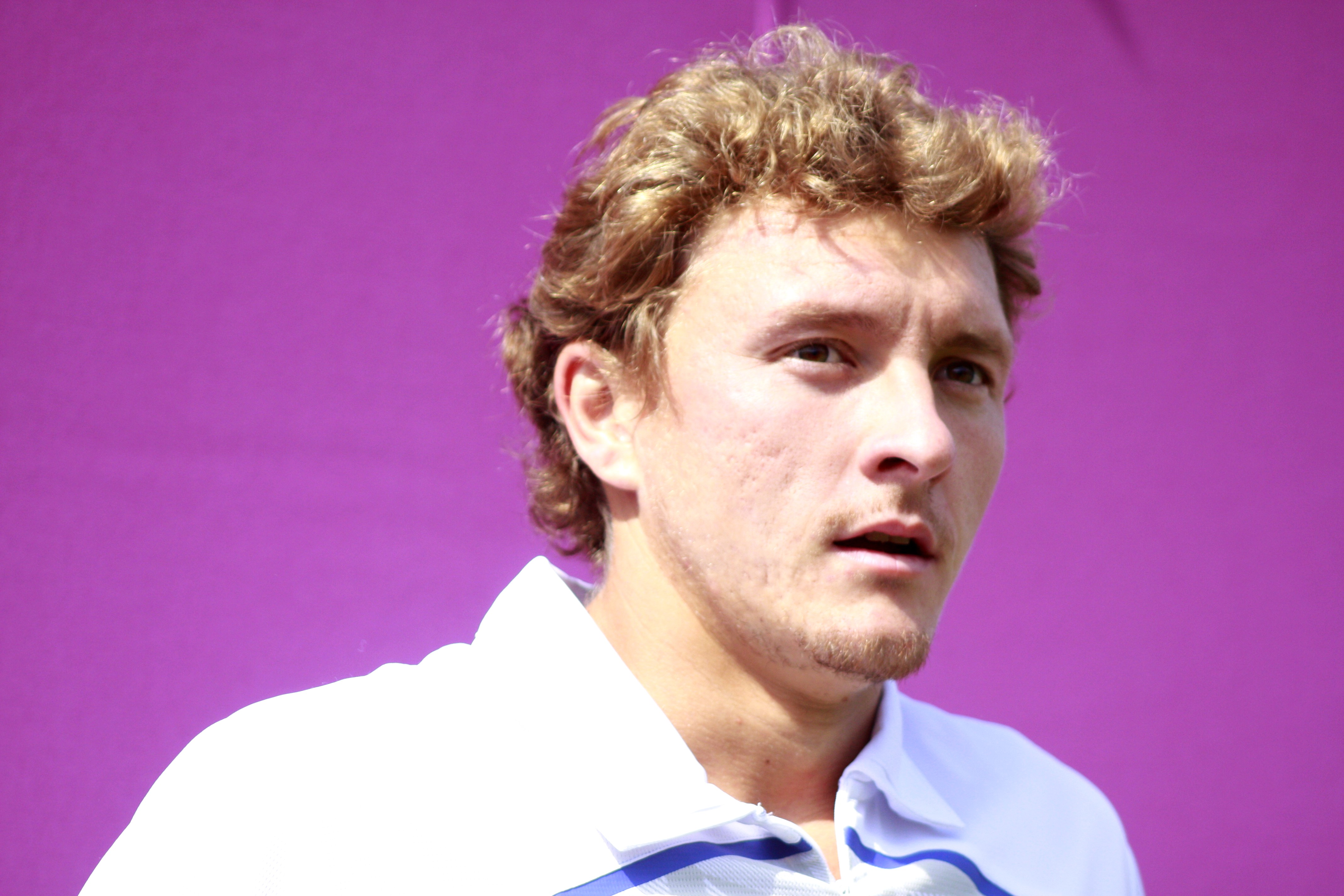
Denis Istomin, tennisman en simple.

| Athlète       | Epreuve          | 64e                           | 32e                                | 16e                        | Quart de finale  | Demi-finale      | Final / BM       | Final / BM   |
| Athlète       | Epreuve          | Adversaire Score              | Adversaire Score                   | Adversaire Score           | Adversaire Score | Adversaire Score | Adversaire Score | Rang         |
| ------------- | ---------------- | ----------------------------- | ---------------------------------- | -------------------------- | ---------------- | ---------------- | ---------------- | ------------ |
| Denis Istomin | Simple messieurs | Bat Verdasco 6 - 4, 7–6(11–9) | Bat Müller 6–7(4–7), 7–6(7–3), 7–5 | Battu par Federer 5–7, 3–6 | non qualifié     | non qualifié     | non qualifié     | non qualifié |

## Tir
| Athlète         | Compétition                         | Qualification | Qualification | Finale | Finale |
| Athlète         | Compétition                         | Points        | Rang          | Points | Rang   |
| --------------- | ----------------------------------- | ------------- | ------------- | ------ | ------ |
| Sakina Mamedova | Carabine à 10 m air comprimé femmes | 389           | 49e           | NC     | NC     |